# Ethnische Gruppen in Ungarn
Seit der Gründung des Königreichs Ungarn lebten dort neben den Magyaren stets Angehörige unterschiedlicher Völker. Im Lauf der Jahrhunderte kam es immer wieder zu größeren Bevölkerungsbewegungen, wobei sich die Zusammensetzung der Bevölkerung änderte. Die Epoche der türkischen Herrschaft hatte besondere Wirkungen, da während dieser Zeit weite Teile des Landes entvölkert wurden. Später siedelten sich dort neue Einwanderer an. Die heutige Situation wurde maßgeblich durch den Vertrag von Trianon bestimmt. Weitere wichtige Ereignisse im 20. Jahrhundert waren Vertreibungen und der Bevölkerungstausch mit der Tschechoslowakei nach dem Zweiten Weltkrieg. In der kommunistischen Zeit wurden die verbliebenen Minderheiten assimiliert, was besonders Deutsche und Slowaken betraf.
Dieser Artikel behandelt nur die unter gesetzlichem Minderheitenschutz stehenden Bevölkerungsgruppen, d. h. dass die Situation religiöser Gruppierungen nicht dargestellt wird. Eine Sonderrolle spielt der jüdische Bevölkerungsteil, da dieser zugleich als ethnische Minderheit bedeutend ist.

## Historischer Überblick

### Landnahmezeit und Mittelalter
Als die Magyaren im 9. Jahrhundert im Karpatenbecken eintrafen, lebten dort bereits Völker verschiedener Kulturen, beispielsweise Awaren und slawische Stämme. Wo keine Assimilation stattfand, bildeten sich die teilweise heute noch bestehenden slawischen Minderheiten aus. Dazu gehören die „ungarischen Slowenen“ (magyarországi szlovén bzw. vendek), die im Deutschen auch als Wenden bezeichnet werden. Ihre Vorfahren ließen sich im 6. Jahrhundert im Karpatenbecken nieder.
Ehemals bedeutende Minderheiten bildeten die islamischen Böszörmény, bulgarische und türkische Volksgruppen, die etwa seit dem 9. Jahrhundert im Karpatenbecken ansässig waren. Im Jahr 1092 erließ Ladislaus I. ein Gesetz, dem zufolge die Böszörmény christianisiert wurden. Die Namen der Gemeinden Berekböszörmény und Hajdúböszörmény im Komitat Hajdú-Bihar erinnern heute noch an diese Volksgruppen.
Im Mittelalter, insbesondere infolge der Verwüstungen während des Mongolensturms nahm der Anteil der Magyaren in der Bevölkerung Ungarns ab. Es siedelten sich auch Angehörige anderer Völker in dem Gebiet an. Diese waren oft Händler oder Handwerker aus dem Heiligen Römischen Reich, in geringerer Zahl auch aus italienischen Gebieten sowie Flandern. Aus osteuropäischen Ländern kamen die Kyptschaken und die Jász, ein mit den Alanen und Osseten verwandtes Volk, das einen indoiranischen Dialekt spricht. Ihre Nachfahren leben heute in der Region Jászság im Komitat Jász-Nagykun-Szolnok. Diese Volksgruppen glichen sich relativ schnell an die Magyaren an. Ausnahmen bilden die deutschsprachigen Siebenbürger Sachsen und Zipser Sachsen sowie Rumänen, die seit dem 14. Jahrhundert in größerer Anzahl in Siebenbürgen erschienen. Sie hielten ihre eigene Sprache und Kultur aufrecht.

### Auswirkungen der Türkenkriege
Unter den Feldzügen von Sultan Süleyman dem Prächtigen im Österreichischen Türkenkrieg (1526–1555) litten alle Volksgruppen gleichermaßen. Weite Teile des Landes wurden entvölkert als die osmanischen Truppen Dörfer zerstörten und die überlebende Bevölkerung flüchtete. Beispielsweise floh die slowenische Bevölkerung an der Mur im Komitat Zala und im Komitat Somogy nach Prekmurje und in Gebiete an der Raab. Diese Region wurde später Vendvidék genannt.
Nach dem Sieg über die Osmanen führten zwei Entwicklungen zu einer Zunahme der nicht Ungarisch sprechenden Bevölkerungsgruppen. Einerseits wurden nach den Plänen von Maria Theresia Deutsche in den entvölkerten Gebieten angesiedelt. Von diesen stammen die deutschsprachigen Bevölkerungsteile ab, die in abgeschiedenen Regionen, vor allem im Mecsek und Zselic im Ungarischen Mittelgebirge ansässig waren. Die meisten Siedler kamen aus Schwaben, weswegen die Deutschen, die sich im 18. Jahrhundert in Ungarn niederließen, als Schwaben bezeichnet werden – auch diejenigen, die aus anderen Landesteilen kamen. So wurden sie auch von den Sachsen unterschieden, die schon seit dem Mittelalter dort lebten.
Die zweite Entwicklung ist die Einwanderung von Angehörigen armer Bevölkerungsschichten, die in der Hoffnung auf ein besseres Leben in die kaum mehr bewohnten Gebiete zogen. Zu Beginn des 18. Jahrhunderts kamen so auch unabhängig von der organisierten Besiedlung Deutsche ins Land. Weiterhin ließen sich Serben und Bunjewatzen entlang der Donau nieder. Šokci, katholische Bosnier und Kroaten siedelten sich in Transdanubien an. Im Rahmen weiterer Bevölkerungsbewegungen zogen Rumänen aus Siebenbürgen in das östliche Alföld (Bánát und Partium). Außerdem wanderten Slowaken von Oberungarn in das Komitat Békés ein. In geringeren Zahlen kamen auch Armenier, Griechen, Aromunen und Bulgaren nach Ungarn.

### Einwanderung im 19. Jahrhundert
Die letzte große Einwanderungswelle fand im 19. Jahrhundert statt. In dieser Zeit wanderten insbesondere Juden aus Osteuropa ein. Zuvor betrug der jüdische Bevölkerungsanteil einige tausend Einwohner, die v. a. in Städten lebten. Hauptsächlich waren es sefardische Juden von tschechischer oder deutscher Abstammung. Die neuen Einwanderer aus Galizien oder dem Russischen Reich waren weniger wohlhabend, hatten einen dörflichen Lebensstil und beschäftigten sich mit Feldarbeit. Ihre Sprache war Jiddisch. Gegen Ende des 19. Jahrhunderts war der Anteil der jüdischen Bevölkerung auf 5 % (etwa eine Million Personen) angestiegen. Ebenfalls zu dieser Zeit setzte eine zweite Einwanderungswelle von Roma (Oláh und Beasch) ein. Diese Gruppen kamen aus rumänischen Gebieten.
Bis zur Mitte des 19. Jahrhunderts lebten die verschiedenen Völker weitgehend friedlich zusammen. Bei der Nationalversammlung 1843–44 wurde die ungarische Sprache als offizielle Amtssprache akzeptiert. Daraufhin forderten auch andere Völker den Schutz ihrer eigenen Sprache. Mit der Ablehnung ihrer Forderungen begannen die Konflikte, die zur Zeit der Revolution von 1848 bis 1849 in bewaffnete Auseinandersetzungen mündeten.
Der erste gesetzliche Schritt in Ungarn wurde 1868 von József Eötvös durchgesetzt. Es handelte sich weltweit um das erste Gesetz zur Regelungen des Rechts nationaler Minderheiten auf eine eigenständige Kultur. Es sicherte die Ausübung der eigenen Sprache in der Verwaltung und im Bildungssystem, sofern der Bevölkerungsanteil einer Minderheit in einem Gebiet mehr als 20 % betrug. Das Gesetz legte den Rahmen für spätere Entwicklungen. Ein Effekt war, dass die Grenzen so festgelegt wurden, dass der Anteil einer Nationalität in einem Gebiet die Schwelle von 20 % nicht überschreitet.

### Magyarisierung

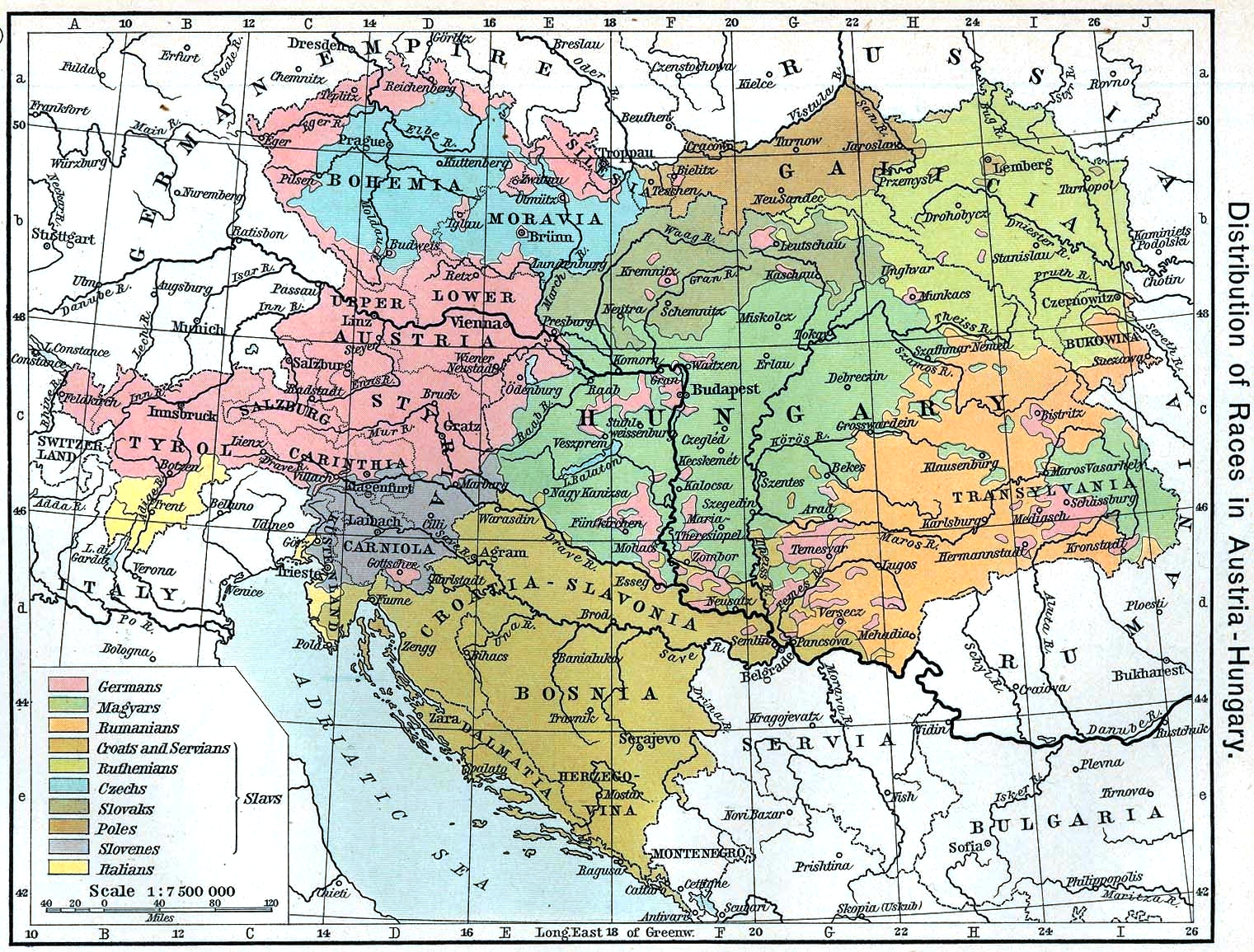
Verteilung der Nationalitäten in Österreich-Ungarn, 1911

Ungarische Politiker folgten dem Beispiel Frankreichs und Großbritanniens, um den Anteil derer zu erhöhen, deren Muttersprache sich mit der offiziellen Amtssprache deckte. Im Frankreich des 18. Jahrhunderts sprach nur ungefähr die Hälfte der Bevölkerung Französisch als Muttersprache. Dort konnte unter der Wirkung gezielter Bildungspolitik dieser Anteil bis Mitte des 19. Jahrhunderts auf 85 % erhöht werden. Es gelang auch, das französische Nationalbewusstsein unter den Minderheiten zu stärken.

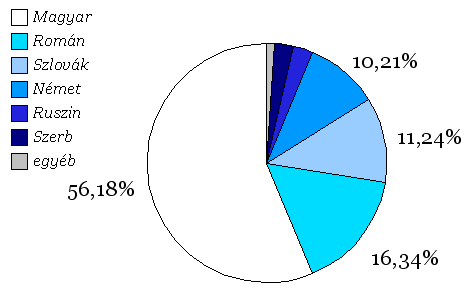
Anteil der Bevölkerungsgruppen im Jahr 1910

Eine ähnliche Wirkung erhoffte man sich von der Magyarisierung. Dies bezeichnet zwei Prozesse: Magyarosodás und Magyarosítás. Gegen Ende des 19. Jahrhunderts passten sich viele Nationalitäten freiwillig an die Magyaren an. Dieser Magyarosodás genannte Prozess fand vor allem in den Gebieten statt, in denen die Bevölkerung mehrheitlich aus Magyaren bestand, besonders auf dem heutigen Staatsgebiet Ungarns. In den anderen Landesteilen assimilierten sich eher nur die Mitglieder der wachsenden jüdischen und deutschen Minderheiten. In den Gebieten, in denen mehrheitlich Slowaken, Rumänen oder Serben lebten, verursachte die oktroyierte Politik der Magyarosítás Widerstand. Nationalistische Strömungen wurden bei den verschiedenen Nationalitäten verstärkt. Den Daten der Volkszählung von 1900 zufolge beherrschten zu diesem Zeitpunkt etwa 60 % der Bevölkerung die ungarische Sprache. Die Magyarisierungspolitik wurde den Erwartungen nicht gerecht, die man an sie gestellt hatte.
Im Jahr 1907 wurde das Schulgesetz Lex Apponyi eingeführt. Seither wurde Ungarisch auch in den Grundschulen unterrichtet und Lehrer förderten das nationale Bewusstsein der Kinder. Diese Politik breitete sich auch in die bis dahin nicht ungarischsprachigen Gemeinden aus und erregte dort immer heftigeren Widerstand.
Allerdings lehnten nicht alle Deutschen und Slowaken die Magyarisierung ab. Die Assimilation eines Teils dieser Volksgruppen kann mit der Rolle des ungarischen Judentums erklärt werden. In Ungarn war es zu einer stärkeren Verschmelzung mit der mehrheitlich christlichen Gesellschaft gekommen als in anderen Ländern. Anderswo blieben die Juden eine isolierte Minderheit. In Ungarn fühlten sich dagegen viele als Angehörige der ungarischen Nation. Ein dort entstandenes Phänomen ist die neologe jüdische Glaubensrichtung (siehe Konservatives Judentum). In den neologen Synagogen wurden Gottesdienste in ungarischer Sprache abgehalten. Seit Ende des 19. Jahrhunderts war das Judentum per Gesetz eine Glaubensrichtung innerhalb der ungarischen Nation. Es war seither ebenso möglich, ungarischer Bürger jüdischen Glaubens zu sein, wie katholischen oder protestantischen Glaubens.
Von der hauptsächlich städtischen jüdischen Bevölkerung hielt nur ein Teil den traditionellen Glauben und ethnische Eigenart aufrecht. Die Mehrheit, so etwa ein Drittel der hauptstädtischen Juden, schloss sich dem neologen Judentum an. In dieser liberalen Atmosphäre in der Zeit der Jahrhundertwende wählten viele Juden ungarische oder deutsche Ehepartner, die sich ebenfalls zu dieser Zeit assimilierten. Im 20. Jahrhundert hatte sich die jüdische und christliche Bevölkerung stark vermischt und Juden bildeten einen wichtigen Teil der Gesellschaft und Kultur, sodass eine Trennung nicht mehr möglich gewesen wäre. Unter den heutigen Ungarn, besonders in den Städten, gibt es viele Nachkommen von Juden, teilweise deutscher, slowakischer oder anderer Herkunft.
Den Daten der Volkszählung aus dem Jahr 1910 zufolge stellten die folgenden Ethnien die größten Anteile an der Bevölkerung Ungarns. Diese Zählung berücksichtigt keine religiösen Gruppen.
Die Gesamtbevölkerung (exklusive Kroatien) von 18.264.533 Einwohnern bestand aus:
- 55 % Magyaren
- 16 % Rumänen
- 11 % Slowaken
- 10 % Deutschen
- 2,5 % Russinen und Ukrainer
- 2,5 % Serben
- 1,5 % Kroaten
- 0,6 % Zigeuner.

### Nach dem Vertrag von Trianon
Ungarn wurde auch im 20. Jahrhundert kein homogener Nationalstaat. Infolge des Vertrags von Trianon und der gewaltsam durchgesetzten Nationalitätenpolitiken blieb Ungarn ein Vielvölkerstaat. In Ostmitteleuropa entsprachen die Staatsgrenzen nie der nationalen Verbreitung der Bevölkerung. Dies war am ehesten aber gerade in Ungarn der Fall (Volkszählung 2001 – In Ungarn 92,3 % Magyaren). Noch heute lebt etwa ein Drittel der Magyaren außerhalb der Staatsgrenzen. In fast allen Nachbarländern leben mehr Magyaren als andere Nationalitäten in Ungarn. So gibt es deutlich mehr Ungarn in der Slowakei als Slowaken in Ungarn. Es leben auch mehr Magyaren in der Ukraine als Russinen bzw. Ukrainer in Ungarn. Ein ähnliches Verhältnis besteht zwischen Ungarn in Siebenbürgen und Rumänen, die in Ungarn leben.
Im Jahr 1920 wurde mit der Zártszám-rendelet im 23. Gesetzesartikel eine wichtige Verordnung in Bezug auf die Nationalitäten verabschiedet. Darin wurde eine maximale Zahl von minderheitsangehörigen Universitätsstudenten festgelegt. Dieses Vorgehen richtete sich insbesondere gegen die jüdische Bevölkerung, wirkte sich aber auch auf die Entwicklung anderer Nationalitäten negativ aus.

### Der Holocaust und Porajmos in Ungarn
Die Assimilation der ungarischen Juden wurde durch den bis in die offizielle Ebene reichenden Antisemitismus behindert, der 1944 und 1945 zum Holocaust führte. Dabei kamen etwa 600.000 Juden, etwa 70 % der jüdischen Gesamtbevölkerung ums Leben. Die Frauen, Kinder und Älteren wurden in Lastwagen deportiert und hauptsächlich in die Konzentrationslager nach Auschwitz und Dachau gebracht. Die Männer wurden größtenteils zum Arbeitsdienst an der Front gezwungen. Die Bevölkerung jüdischer Herkunft wurde im Karpatenbecken, mit Ausnahme von Budapest und den außerhalb des Staatsgebietes liegenden Gebieten (Siebenbürgen, Oblast Transkarpatien, Südungarn (Délvidék) und Oberungarn) völlig ausgelöscht. In der Hauptstadt verloren mehr als 100.000 Menschen, ungefähr die Hälfte der jüdischen Einwohner, ihr Leben in ausländischen Todeslagern oder unter dem Terror der Pfeilkreuzler in Budapest. Die Überlebenden wanderten zu großen Teilen nach Israel oder in die USA aus. Viele von ihnen bewahrten ihre ungarische Identität.
Der massenhafte Mord an den Roma wird in deren Sprache als Porajmos („das Verschlingen“) bezeichnet. Im Jahr 1944 deportierten die Nazis und Pfeilkreuzler einen großen Teil der transdanubischen Roma, Schätzungen zufolge 30.000 bis 70.000 Menschen, in Todeslager, wo sie dasselbe Schicksal erfuhren wie die Juden. Nach dem Krieg erhielten die Überlebenden des Porajmos keinerlei Entschädigungszahlungen. Bis in die 1990er Jahre hinein wurde ihre Geschichte offiziell nicht anerkannt.

### Situation nach dem Zweiten Weltkrieg
Ungarn ging als Verlierer aus dem Zweiten Weltkrieg hervor. Die angrenzenden Länder konnten die Vorkriegsgrenzen wiederherstellen. Der Bratislavaer Brückenkopf mit drei Ortschaften ging an die Tschechoslowakei. Die territoriale Einheit Ungarns in Grenzen nach Trianon war nicht ernsthaft in Frage gestellt worden. In Jahren 1946 bis 1949 gab es einen Bevölkerungsaustausch zwischen Ungarn und der Tschechoslowakei.
Viele ungarische Staatsbürger, darunter viele Deutschstämmige wurden als Zwangsarbeiter in die Sowjetunion gebracht.

### Politik zwischen 1945 und 1989
Der jungen Republik stellten sich nach 1945 zwei Optionen: entweder eine „Eine Nation“-Politik durchzuführen, wie es in der Tschechoslowakei geschah, was mit Unterdrückung und gewaltsamer Assimilation verbunden war, oder sie konnten dem 1. Artikel der UN-Charta (Kapitel:„Ziele und Grundsätze“) folgend die Rechte der Nationalitäten anerkennen. Allerdings ist in der Charta auch festgelegt, dass sich weder die UNO noch andere Länder in die inneren Angelegenheiten eines Landes einmischen dürfen.
Ein unrealisierter Gesetzentwurf

Die Kommunistische Partei bereitete im Sommer 1945 einen Gesetzentwurf vor, der die Lage der Minderheiten in Ungarn regeln sollte. Der Text des Gesetzes entsprach den Erwartungen der Vereinten Nationen. Dies zeigt sich sofort in den Grundsätzen der Stellungnahme („Elvi állásfoglalások“):
1. Minden magyar állampolgár, bármilyen anyanyelvű, nemzetiségű vagy vallású is, a törvény előtt egyenlő. Vallása, származása, anyanyelve vagy nemzetisége okából magyar állampolgárt joghátrány nem érhet.
2. A demokratikus Magyarországon a nem magyar nemzetiségű állampolgárokat a magyar nemzetiségű állampolgárokkal egyenlő jogok illetik, és egyenlő kötelességek terhelik. […]
Freie Übersetzung:
» 1. Vor dem Gesetz sind alle ungarischen Staatsbürger jedweder Muttersprache, Nationalität oder Religion gleich. Kein ungarischer Staatsbürger kann auf Grund seines Glaubens, seiner Herkunft, Muttersprache oder Nationalität rechtlich benachteiligt werden.«
»2. Im demokratischen Ungarn kommen den Staatsbürgern ungarischer Nationalität den Staatsbürgern nicht ungarischer Nationalitäten dieselben Rechte und Pflichten zu. [...]«
Der Gesetzesentwurf handelt im Weiteren von grundlegenden Staatsbürgerrechten wie dem Recht auf Gebrauch der eigenen Sprache. So kann eine andere Sprache als Ungarisch Verwaltungssprache sein, wenn mindestens ein Fünftel der Bevölkerung der gleichen Nationalität angehört. In diesem Sinne wäre das Gesetz in den Städten überhaupt nicht umsetzbar, in den Dörfern ebenfalls kaum, da die Bevölkerungszahl nicht ausreichte. In dem Gesetzesentwurf war auch festgelegt, dass in Orten, in denen der Anteil einer Bevölkerungsgruppe 10 % überschreitet, amtliche Texte mit Untertiteln in der jeweiligen Sprache versehen werden.
Nachdem der Gesetzentwurf nicht angenommen wurde, gab es faktisch keinen rechtlichen Schutz für Minderheiten.

#### Vertreibung der Deutschen
Nach dem Potsdamer Abkommen wurden viele Deutsche aus den osteuropäischen Ländern vertrieben. In Ungarn war die „deutsche Frage“ bis Dezember 1945 offen. Die Mehrheit der politischen Parteien unterstützte aus innenpolitischen Gründen, zum Beispiel der Frage der Landverteilung, die massenhaften Vertreibungen. Außerdem konnte die ungarische Regierung so den Wünschen der Tschechoslowakei entgegenkommen und Platz für die umgesiedelten Ungarn schaffen. Die Regierung unter Zoltán Tildy fällte den Entschluss am 22. Dezember 1945. Die Vertreibung fand größtenteils auf Basis der Volkszählung von 1941 statt. hinzu kamen noch auch die angehörigen der Waffen-SS samt deren Familien. darunter befanden sich auch viele Donau-Schwaben, die sich bei der Volkszählung als Ungarn bezeichnet hatten. Aufgrund ihrer deutschen Vorfahren und oftmals noch vorhandenen deutschen Familiennamen, wurde viele junge Männer mit ausdrücklicher Genehmigung der ungarischen Regierung vom Deutschen Reich zum Dienst in der SS zwangsreckrutiert und dann formal samt Ehefrau und Kindern aus der ungarischen Staatsbürgerschaft entlassen. Dieser Personenkreis erhielt gegen seinen Willen die deutsche Staatsbürgerschaft und wurde als unerwünschte Ausländer ausgewiesen. Der angestammte Haus- und Grundbesitz samt Vieh wurde entschädigungslos enteignet. Innenminister Imre Nagy hat am 15. Januar 1946 die Verordnung über die Regelungen der Vertreibung erlassen. Als Grundlage wurde die Volkszählung von 1941 herangezogen, bei der 477.000 Personen mit deutscher Muttersprache und mehr als 300.000 Personen mit deutscher Nationalität gezählt wurden. Insgesamt wurden durch den 1946 amtierenden Innenminister Imre Nagy 143.000 Hektar Boden und 44.750 Immobilien deutscher Familien in Ungarn enteignet.
Den als Deutsche identifizierten Staatsbürgern wurde u. a. vorgeworfen, bewaffneten deutschen Formationen anzugehören beziehungsweise, dass sie „hitlerische Organisationen in irgendeiner Weise unterstützt haben“ („a hitlerista szervezeteket bármi módon támogatókat“). Anfangs war von der Umsiedlung von 300.000 bis 500.000 Personen die Rede.
Die Vertreibungen begannen im Januar 1946 mit Deportationen aus Dörfern in der Umgebung von Budapest. Zunächst kamen etwa 130.000 bis 150.000 deutsche Flüchtlinge in die Westzone Deutschlands. In einer zweiten Welle kamen ungefähr 50.000 Menschen in die Ostzone. Zusammen mit den bereits früher Geflüchteten betrug die Zahl der Vertriebenen 220.000 bis 250.000, etwa die Hälfte der ungarndeutschen Bevölkerung. Während des Kriegs waren circa 60.000 Deutsche ums Leben gekommen oder in sowjetische Arbeitslager geraten. Insgesamt blieben etwa 200.000 Deutsche in Ungarn.
Noch heute ist es Gegenstand konfliktreicher Auseinandersetzungen, aufgrund welchen Zwangs der ungarische Staat die Deutschen ausgewiesen hat. Es gibt Interpretationen, denen zufolge dies eine Folge des Drucks von Seiten der Großmächte war. Andere erklären die Vorgänge damit, dass für die eintreffenden tschechoslowakischen Ungarn Platz geschaffen werden musste.
Die Autoritäten wählten Familien aus, die die Dörfer verlassen mussten. Die Betroffenen betrachteten Deutschland weniger als Heimatland als Ungarn, da sie sich im Lauf der Jahrhunderte immer mehr an die Magyaren angeglichen hatten. In ihrer Sprache, den Bräuchen und ihrer Kultur hatten sie sich von Deutschland dabei entfernt. Viele fühlten sich der ungarischen Nation angehörig. Während des Kriegs hatten sich Ungarndeutsche teilweise einer Bewegung angeschlossen, die sich gegen den Nationalsozialismus wandte.
Um der Ausweisung zu entgehen, tauschten manche ihre Plätze mit auswanderungswilligen Ungarn. Nach der Vertreibung kamen etwa zwei Drittel der Ungarndeutschen zurück. In der zweiten Hälfte der 1940er Jahre waren ihre ehemaligen Häuser bereits von slowakischen oder auch Siebenbürger Ungarn bewohnt. So fanden sie oft nur in den Nebengebäuden eine Unterkunft.

#### Bevölkerungsaustausch mit der Tschechoslowakei
Die Slowaken in Ungarn haben nach 1919 unter starken Magyarisierung gelitten. Die Situation der Ungarn in der Slowakei nach 1945 war unfreundlich. Sie haben ihre bürgerlichen Rechte verloren, einige sind in die Sowjetunion verschleppt worden, Tausende sind unter Zwang in die Sudeten umgesiedelt worden. Die tschechoslowakische Regierung strebte an, die Ungarn aus der Slowakei, wie vorher die Deutschen, zu vertreiben. Dies ließen die Alliierten aber nicht zu. Als Notlösung haben die tschechoslowakische wie auch die ungarische Regierung einen Bevölkerungsaustausch im Februar 1946 vereinbart. Es sind auf beiden Seiten etwa 70.000 Menschen umgesiedelt worden. Zusätzlich zu vielen Ungarn die vorher freiwillig gegangen sind, haben die tschechoslowakischen Behörden noch viele Tausende als Kriegsverbrecher des Landes verwiesen. Die Ungarn in der Slowakei haben nach 1949 ihre bürgerliche Rechte schrittweise zurückbekommen.

## Status von Minderheiten in der Gegenwart
Den Daten der Volkszählung 2001 gemäß bezeichneten sich 314.060 Befragte, das sind 4 % der Bevölkerung, als Angehörige von anerkannten Minderheiten. Dieser Anteil wird aber weitaus höher, bei etwa 8–10 % eingeschätzt. Den größten Teil machen ungarischsprachige Roma aus.
Gegenwärtig sind 13 Minderheiten gesetzlich anerkannt. Davon sind 12 nationale Minderheiten und eine ethnische Minderheit, die Roma. Bei Volkszählungen werden nur die Daten über diese historische Minderheiten gesammelt, die seit mehr als 100 Jahren ansässig sind.
Neben den anerkannten Minderheiten gibt es auch große neue Minderheitengruppen, die jedoch noch nicht die Bedingungen für eine offizielle Anerkennung erfüllen. Zu ihnen gehören Russen, Araber, Chinesen, Kurden sowie Bürger mit afrikanischer Abstammung.

### Demographische Daten
Bei der Interpretation der statistischen Daten zur ethnischen Identität ist zu beachten, dass die Angaben ein verzerrtes Bild wiedergeben können. Ist die Zugehörigkeit zu einer Gruppe mit negativer Konnotation behaftet, wie es bei den Roma der Fall ist, so identifizieren sich Befragte tendenziell weniger mit dieser Gruppe. Die tatsächliche Zahl wird auf mindestens 6 % der Bevölkerung geschätzt.
Zusammensetzung der Minderheiten im Jahr 2001
- 190.046 Roma
- 062.233 Deutsche
- 017.693 Slowaken
- 015.620 Kroaten
- 007.995 Rumänen
- 005.070 Ukrainer
- 003.816 Serben
- 003.040 Slowenen
- 002.962 Polen
- 002.509 Griechen
- 001.358 Bulgaren
- 001.098 Russen
- 000.620 Armenier
- 016.081 Angehöriger nicht anerkannter Minderheiten wie zum Beispiel Juden, Bunjewatzen, Chinesen und viele andere

Entwicklung von 1949 bis 2001
| Jahr  | Deutsche | Slowaken | Serben | Kroaten | Slowenen | Rumänen | Roma    |
| ----- | -------- | -------- | ------ | ------- | -------- | ------- | ------- |
| 1949  | 22.455   | 25.988   | 5.185  | 20.123  | 4.473    | 14.713  |         |
| 1960  | 50.765   | 30.690   | 4.583  | 33.014  | 10.502   | 10.502  | 10.502  |
| 1970  | 35.594   | 21.176   | 12.235 | 14.609  | 4.205    | 8.640   | 325.000 |
| 1980  | 31.231   | 16.054   | 20.030 | 20.030  | 20.030   | 7.139   | 380.000 |
| 1980* | 65.969   | 34.601   | 27.650 | 27.650  | 27.650   | 8.416   |         |
| 1990  | 30.824   | 10.459   | 2.905  | 13.570  | 1.930    | 10.740  | 142.683 |
| 2001  | 62.233   | 17.692   | 3.816  | 15.620  | 3.040    | 7.995   | 190.046 |

* Tanácsi minősítés
In dieser Tabelle sind keine Daten über Ukrainer, Polen, Griechen, Bulgaren, Russinen und Armenier angegeben, da diese erst 1991 anerkannt wurden. Daher wurden sie in früheren Volkszählungen nicht erfasst.

#### Darstellung der einzelnen Minderheiten

##### Roma
Die Roma sind die zahlenmäßig stärkste Minderheit. Allerdings bezeichnet der Begriff „Roma“ keine einheitliche Volksgruppe, sondern fasst verschiedene Gruppen zusammen, die sich in ihrer Kultur durchaus unterscheiden. Oft wird statt Roma der Begriff „Zigeuner“ von der Bevölkerungsmehrheit in diffamierender Weise verwendet.
Die ungarischen Roma stammen zu einem großen Teil von den Roma ab, die im Mittelalter von der Balkan-Halbinsel nach Ungarn kamen. Die Roma in Ungarn sprechen überwiegend Ungarisch als Muttersprache. Heute spricht nur noch ein kleiner Teil die Sprache Romani. Sie wird v. a. in kleinen Dörfern in den Komitaten Transdanubiens sowie im Komitat Szabolcs-Szatmár-Bereg gesprochen.
In der ungarischen Gesellschaft sind die Lebensumstände der Roma sehr problematisch. Sie nehmen auf dem Arbeitsmarkt und hinsichtlich Ausbildung eine benachteiligte Position ein. Ihre Situation zu verbessern ist ein langwieriger Prozess.

##### Deutsche
Deutsche stellen die zahlenmäßig zweitgrößte Minderheit in Ungarn. Sie werden heute noch als Schwaben, bzw. Donauschwaben bezeichnet, auch wenn nicht alle Nachfahren von Einwanderern aus Schwaben sind. Viele haben Wurzeln in Österreich, Bayern, Hessen, dem Elsass oder den Niederlanden. Die Deutschen haben sich vor allem in den Städten untereinander sowie mit Siebenbürgener Sachsen und Zipsern vermischt. Im Lauf des 19. Jahrhunderts haben sich viele assimiliert und nahmen beispielsweise ungarische Namen an.
Heute leben die meisten Deutschen im Komitat Baranya, v. a. im östlichen Teil. Dort gibt es Dörfer wie Óbánya und Ófalu, die fast ausschließlich von Deutschen bewohnt werden. Im Komitat Tolna, im Norden des Mecsek sowie am Ufer des Flusses Sió leben ebenfalls viele Deutsche. An dritter Stelle stehen Orte im Komitat Bács-Kiskun südlich von Kalocsa, zum Beispiel in Hajós und Érsekhalma. Auch im Umkreis von Budapest gibt es noch deutschstämmige Bevölkerungsgruppen. Hier sind die Orte Budaörs, Solymár, Pilisvörösvár und Csolnok zu nennen. Innerhalb der Hauptstadt leben die meisten in Soroksár. Im benachbarten Bezirk Pesterzsébet gibt es ein deutsches Gymnasium (Német Nemzetiségi Gimnázium/Deutsches Nationalitätengymnasium). Eine weitere deutsche Schule ist das Áron Tamási-Gymnasium in Buda. Einige weitere Gemeinden befinden sich in den Komitaten Komárom-Esztergom, Veszprém, Fejér, Somogy, Vas und Békés.
Im Zentrum der Deutschen in Ungarn (Magyarországi Németek Általános Művelődési Központja) in Baja befindet sich eines der bekanntesten Bildungsinstitute. In Szekszárd gibt es ein deutsches Theater, die Deutsche Bühne Ungarn.
Nach dem offiziellen Ergebnis der ungarischen Volkszählung 2011 bekannten sich 185.696 Bürger zur ungarndeutschen Nationalität. Von allen Minderheiten in Ungarn ist die deutsche die zweitgrößte.

##### Slowaken
Die slowakischen Minderheiten leben hauptsächlich in drei Gebieten. Neben der Umgebung von Békés ist das Pilis-Gebirge mit einigen Dörfern wie Pilisszántó, Piliscsév oder Kesztölc zu erwähnen. Auch im Komitat Nógrád leben Slowaken.

##### Kroaten
Von der einstigen kroatischen Bevölkerung ebenso wie von der slowakischen Minderheit bestehen nur noch wenige Gemeinden. Diese befinden sich überwiegend in der Nähe der kroatischen Grenze. Es gibt aber auch Dörfer der sogenannten Burgenlandkroaten in Teilen des Alpenostrands, bei Mosonmagyaróvár und Sopron. Eine wichtige kulturelle Einrichtung ist das Pécser Kroatische Theater (Pécsi Horvát Színház).

##### Rumänen
Die Rumänen leben ebenfalls überwiegend an der rumänischen Grenze, hauptsächlich bei Gyula und Méhkerék im Komitat Békés. Auch in Budapest gibt es einen Anteil von einigen Tausend Rumänen.

##### Ukrainer
Außer den Ukrainern, die in der Nähe der Grenze leben, ist diese Minderheit in Budapest konzentriert. Manche Angehörige dieser Gruppe sind über das Land verstreut. Sie sind seit 1991 als Minderheit anerkannt.

##### Serben
Serbische Bevölkerungsanteile gibt es an der Donau, v. a. in Budapest, Szentendre, Szeged, Pécs und in der Umgebung von Ráckeve. Der einzige Ort mit serbischer Mehrheit ist Lórév. In den folgenden Orten und Städten gab es im Jahr 2006 serbische Minderheiten-Selbstverwaltungen:
Baja, Battonya, Budakalász, Csobánka, Deszk, Dunaújváros, Érd, Göd, Hercegszántó, Lippó, Lórév, Magyarcsanád, Medina, Mohács, Pécs, Pomáz, Rácalmás, Ráckeve, Százhalombatta, Szeged, Székesfehérvár, Szentendre, Szigetcsép, Tököl, Újszentiván, Villány

##### Slowenen
Die ungarischen Slowenen, auch Wenden genannt, leben in der Umgebung von Szentgotthárd im Vendvidék (Deutsch: „Wenden-/Windenland“). Der dort gesprochene Dialekt bewahrt Elemente der archaischen slawischen Sprache.

##### Polen
Die Bürger polnischer Herkunft sind erst seit 1991 als Minderheit anerkannt.

##### Griechen
Auch die griechische Minderheit ist als solche erst seit 1991 anerkannt.

##### Bulgaren
Wie die Polen und Griechen haben die Bulgaren seit 1991 den Status einer anerkannten Minderheit. Sie leben größtenteils in Budapest, Miskolc und Pécs bzw. in der Umgebung dieser Städte. Wichtige kulturelle Einrichtungen sind das Bulgarische Kultur- und Informationszentrum (Bolgár Kulturális és Tájékoztató Központ) und das Malko Teatro.

##### Russinen
Die aus etwa 6000 Personen bestehende Volksgruppe wurde 1991 als Minderheit anerkannt. Sie leben hauptsächlich im Komitat Borsod-Abaúj-Zemplén.

##### Armenier
Im Jahr 2011 lebten laut Angaben des Zentralen Statistikbüros Ungarns 43 Prozent der Armenier in der Hauptstadt Budapest, 42 Prozent in anderen Städten und 15 Prozent in kleineren Gemeinden.

### Das Gesetz von 1993
Bis zur Annahme des Nationalitätengesetzes (Nemzetiségi Törvény) im Jahr 1993 war die Situation der ungarischen Nationalitäten nur durch eine ministeriale Verordnung geregelt, die mehr oder weniger gut funktionierte.
Im Jahr 1993 verabschiedete das ungarische Parlament ein Gesetz zum Schutz nationaler und ethnischer Minderheiten (Nemzeti és etnikai kisebbségek jogairól szóló törvény). Mit dem Gesetz wurden in Gemeinden Minderheiten-Selbstverwaltungen folgender Volksgruppen gebildet: Armenier, Bulgaren, Deutsche, Griechen, Kroaten, Polen, Rumänen, Russinen, Serben, Slowaken, Slowenen, Ukrainer und Roma. Die Wahlen zu dieser Selbstverwaltung finden gleichzeitig mit den Lokalwahlen statt. Die Aufgaben dieser Organe sind v. a. kultureller Natur, wie das Betreiben von Medien, Bereitstellen von Bildungsangeboten, Erhalt der Tradition, Ausschreibungen und Stipendien.
Es gibt auch eine Minderheiten-Selbstverwaltung auf nationaler Ebene, die landesweite Feste festlegt. Weitere Aufgabengebiete betreffen Theater, Museen, Bibliotheken und Verlage. Ebenso werden Institute für Kunst und Wissenschaft sowie Einrichtungen im Bereich von Mittel- und Hochschulen betrieben. Auch juristische Dienste können angeboten werden. Das wichtigste Recht der Selbstverwaltungen ist die rechtliche Mitsprache bei der Gesetzgebung in Bildungsangelegenheiten und beim Denkmalschutz. Lehnt das nationale Minderheitenorgan ein Gesetz ab, so wird es erneut dem Parlament vorgelegt.
Das System der Selbstverwaltung ist vor allem in größeren Städten bedeutend. In einem Ort mit weniger als 10.000 Einwohnern ist eine Anzahl von 50 Personen, darüber eine Zahl von 100 Personen Voraussetzung für die Gründung einer Selbstverwaltung. In großen Wahlkreisen mit zum Beispiel 100.000 Einwohnern ist dieses Kriterium leichter zu erfüllen.
Die größeren Minderheiten wie Roma, Deutsche und Slowaken verfügen über eine große Zahl von Selbstverwaltungen. Die Slowenen, die eher in einem Gebiet konzentriert leben, haben dagegen eine verhältnismäßig geringe Zahl an Vertretungen.

### Wahlen zur Minderheiten-Selbstverwaltung
| Minderheit                                                       | Zahl der erhaltenen Stimmen | Prozent |
| ---------------------------------------------------------------- | --------------------------- | ------- |
| Roma                                                             | 246.728                     | 42,5 %  |
| Deutsche                                                         | 130.301                     | 22,4 %  |
| Slowaken                                                         | 124.329                     | 21,4 %  |
| Kroaten                                                          | 29.731                      | 5,1 %   |
| Polen                                                            | 9.690                       | 1,67 %  |
| Rumänen                                                          | 9.427                       | 1,62 %  |
| Armenier                                                         | 6.477                       | 1,11 %  |
| Russinen                                                         | 6.364                       | 1,10 %  |
| Griechen                                                         | 5.422                       | 0,93 %  |
| Serben                                                           | 4.840                       | 0,83 %  |
| Bulgaren                                                         | 3.342                       | 0,58 %  |
| Slowenen                                                         | 2.624                       | 0,45 %  |
| Ukrainer                                                         | 1.722                       | 0,30 %  |
| gesamt                                                           | 580.997                     | 99,99 % |
| Quelle: Országos Választási Bizottság („Nationales Wahlkomitee“) |                             |         |

Bei den Wahlen zu den Selbstverwaltungen im Herbst 2006 erhielten die Kandidaten der Minderheitenorganisationen insgesamt 580.997 Stimmen. Die folgende Tabelle zeigt die restlose Verteilung dieser Stimmen.

### Streben nach Anerkennung weiterer Minderheiten
Im Jahr 2005 legten 2381, sich selbst als Hunnen bezeichnende Bürger dem Nationalen Wahlkomitee ihre Unterschriften vor, um die offizielle Anerkennung als Minderheit zu initiieren. Nach Meinung der Ungarischen Akademie der Wissenschaften erfüllen sie jedoch nicht die gesetzlichen Bedingungen für den Status einer Minderheit. Das Komitee für Menschenrechte, Minderheiten und religiöse Angelegenheiten des Parlaments erachtete die Vorlage nach einer Anhörung ihrer Vertreter nicht für geeignet, um sie einer parlamentarischen Debatte zu unterziehen.
Ebenfalls im Jahr 2005 startete die „Gesellschaft für die Minderheit Ungarischer Juden“ (Társaság a Magyarországi Zsidó Kisebbségért) den Versuch, mit einer Volksinitiative die Anerkennung als Minderheit zu erlangen. Es gelang allerdings nicht, die erforderlichen Unterschriften bis zum 3. Juli 2006 zu sammeln.
Am 18. Dezember 2006 sammelten die Bunjewatzen mehr als 1000 Unterschriften, um die Anerkennung zu erlangen. Jedoch stimmte das Parlament der Anerkennung nicht zu. Gegenwärtig gelten die Bunjewatzen als eine kroatische Minderheit.